# Agathactis toxocosma
Agathactis toxocosma är en fjärilsart som beskrevs av Edward Meyrick 1929. Agathactis toxocosma ingår i släktet Agathactis och familjen stävmalar. Inga underarter finns listade i Catalogue of Life.